# 富双英
富 双英（ふ そうえい）は中華民国の軍人。満州族。はじめは北京政府、奉天派に属し、後に南京国民政府に参加した。号は躍天。

## 事績
張作霖配下として、東北陸軍第5師第12旅第64団団長、第21師師長、予備軍軍長を歴任した。1927年（民国16年）6月、陸軍中将銜を授与されている。1928年（民国17年）12月の易幟を経て、富双英は東北辺防軍司令長官公署軍事参議官に就任した。後に、井陘鉱務局局長兼瀋陽関監督に任ぜられている。
汪兆銘が南京国民政府を樹立すると、富双英もこれに参加した。1940年（民国29年）3月、軍事委員会委員に任ぜられる。1942年（民国31年）10月、陸軍編練総監公署中将参謀長となった。翌年3月、蘇北行営中将参謀長に転じる。同年9月、軍事参議院副院長に任命された。1945年（民国34年）2月、参軍処参軍長となっている。
中華人民共和国成立後の1951年5月20日、北京市人民政府から反革命罪などで死刑判決を言い渡され、直ちに執行された。享年59。

## 注
1. ↑  『人民日報』1951年5月23日、第6版が「五十九歳」（数え年と考えられる）と記載していることによる。東亜問題研究会編（1941）、185頁及び王ほか主編（1996）、1663頁は「1889年」生まれとしている。
2. ↑  徐主編（2007）、2094頁及び劉主編（1995）、1406頁による。王ほか主編（1996）、1663頁は、字を耀天とする。
3. 1 2  王ほか主編（1996）、1663頁。
4. 1 2  徐主編（2007）、2094頁。
5. ↑  東亜問題研究会編（1941）、185頁
6. ↑  『人民日報』1951年5月23日、第6版。同日に処刑された著名人物としては、張海鵬・池宗墨・張仁蠡・張仲直などがいる。王ほか主編（1996）、1663頁は、1952年に死刑執行としているが、誤りと思われる。